# Swetlana Alexandrowna Gladikowa
Swetlana Alexandrowna Gladikowa (russisch Светлана Александровна Гладикова; * 25. Mai 1992 in Beresniki) ist eine russische Nordische Kombiniererin.

## Werdegang
Gladikowa begann ihre Karriere als Wintersportlerin zunächst im Skispringen. So nahm sie sowohl an der Universiade 2013 in Predazzo als auch an der Universiade 2015 in Štrbské Pleso teil, verpasste allerdings die Medaillenränge. Am 20. Januar 2018 debütierte Gladikowa auch in der Nordischen Kombination auf internationaler Ebene, als sie im Continental Cup an den Start ging und dabei in Rena den elften Rang erreichte. Nach zwei achten Plätzen zum Saisonabschluss in Nischni Tagil belegte sie in der Gesamtwertung ebenfalls den achten Rang.
Im Sommer 2018 ging Gladikowa bei beiden Wettkämpfen des Grand Prix in Oberwiesenthal an den Start. Ihr bestes Resultat war dabei der sechste Platz am zweiten Tag, womit sie letztlich als Achte der Gesamtwertung ihre Platzierung aus dem Winter der Vorsaison bestätigen konnte. Ihre beste Platzierung im Continental Cup 2018/19 stellte der neunte Rang beim Gundersen-Wettkampf in Nischni Tagil Anfang März 2019 dar. Beim Grand Prix 2019 präsentierte sich Gladikowa als gute Läuferin. Ihr bestes Einzelresultat war der siebte Platz in Oberhof. In der Gesamtwertung belegte sie den zwölften Platz. Nach einem durchwachsenen Winter 2019/20, in dem ihre beste Platzierung ein achter Platz in Nischni Tagil war, belegte Gladikowa erneut Rang 17 in der Gesamtwertung des Continental Cups. Beim historisch ersten Weltcup-Wettbewerb der Frauen in der Nordischen Kombination Mitte Dezember 2020 in der Ramsau belegte Gladikowa den 25. Platz. Ende Februar nahm sie zudem an der erstmals ausgetragenen Medaillenentscheidung bei den Nordischen Skiweltmeisterschaften 2021 in Oberstdorf teil und kam dabei mit einem Rückstand von mehr als viereinhalb Minuten auf Platz 24 ins Ziel. Beim abschließenden Continental-Cup-Wochenende der Saison in Nischni Tagil lief Gladikowa dreimal unter die besten Zehn. Wenige Tage später gewann sie an gleicher Stelle ihre sechste nationale Bronzemedaille.

## Statistik

### Weltcup-Platzierungen
| Saison  | Platz | Punkte |
| ------- | ----- | ------ |
| 2020/21 | 25.   | 006    |

### Grand-Prix-Platzierungen
| Saison | Platz | Punkte |
| ------ | ----- | ------ |
| 2018   | 08.   | 072    |
| 2019   | 12.   | 080    |
| 2021   | 12.   | 099    |

### Continental-Cup-Platzierungen
| Saison  | Platz | Punkte |
| ------- | ----- | ------ |
| 2017/18 | 08.   | 088    |
| 2018/19 | 17.   | 121    |
| 2019/20 | 17.   | 121    |
| 2020/21 | 14.   | 107    |